# أليكس أغيناغا
أليكس أغيناغا (بالإسبانية: Álex Aguinaga)‏ (مواليد 9 يوليو 1968) هو لاعب كرة قدم. يلعب مع منتخب الإكوادور لكرة القدم. سبق له أن لعب في كأس العالم لكرة القدم مع منتخب بلاده.

## مسيرته الكروية
لعب أليكس أغيناغا خلال مسيرته الاحترافية مع 4 أندية في ثلاثة وعشرون موسمًا وسجل خلالها 120 هدف ضمن 654 مباراة. حيث فاز في موسم واحد بالكأس وفي ثلاثة مواسم بالدوري.
خاض أليكس أغيناغا مسيرته مع نادي سوسيداد ديبورتيفو كيتو في موسم 1984 ليلعب معه ستة مواسم، مشاركًا في 147 مباراة سجل خلالها 38 هدفًا. ثم انتقل إلى نادي نيكاكسا في موسم 1989–90 ليلعب معه أربعة عشر موسمًا، حيث شارك في 423 مباراة سجل خلالها 73 هدفًا. لينتقل بعدها إلى نادي كروز آزول في موسم 2003–04 لمدة موسم واحد، مشاركًا في 13 مباراة ولم يسجل أي هدف. ثم انتقل إلى نادي إل. دي. يو. كيتو في عامي 2004-2006 ولمدة موسمين، مشاركًا في 71 مباراة سجل خلالها 9 أهداف.

## روابط خارجية
- أليكس أغيناغا على موقع الاتحاد الدولي (مؤرشف)  (الإنجليزية)
- أليكس أغيناغا على موقع قاعدة بيانات كرة القدم.إي يو (الإنجليزية)
- أليكس أغيناغا على موقع ناشيونال فوتبول تيمز (الإنجليزية)
- أليكس أغيناغا على موقع Soccerway.com (الإنجليزية)